# 戦闘防弾チョッキ

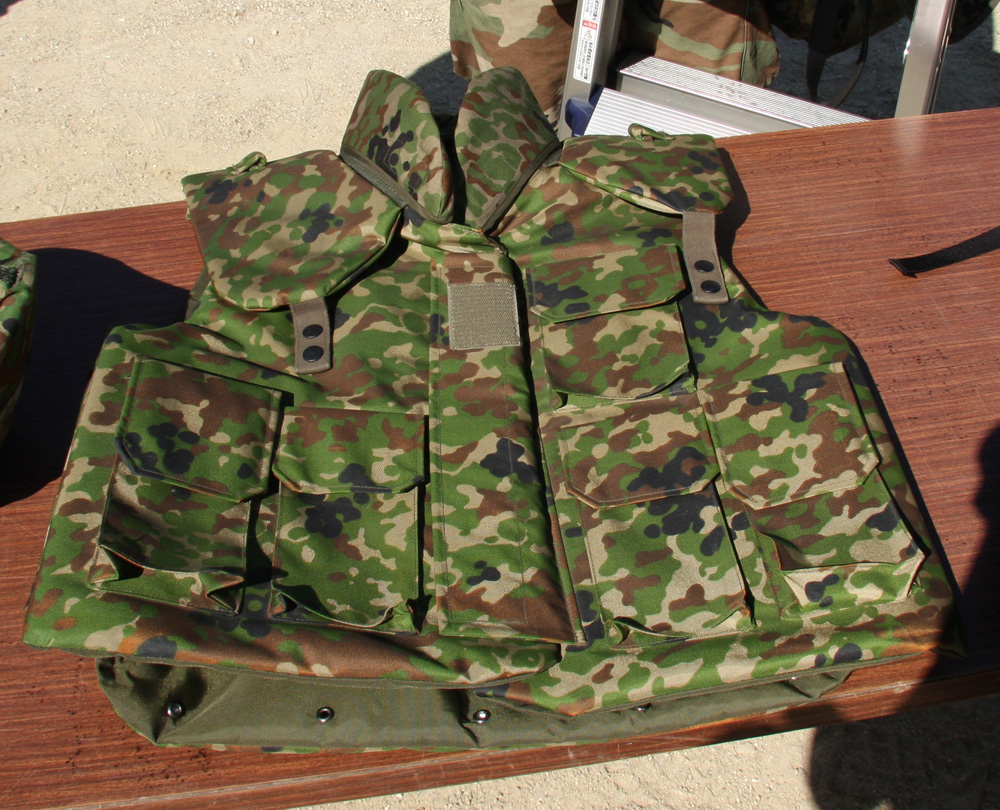
展示される戦闘防弾チョッキ
正面の階級章用面ファスナーは部隊による後付けである

戦闘防弾チョッキ（せんとうぼうだんチョッキ）は、1992年に自衛隊で初めて本格的に導入されたボディアーマーである。戦闘装着セットの1つとして採用された装備で、アメリカ軍のPASGTをモデルとしているが、デザインは大きく異なる。
陸上自衛隊ではイラク派遣と前後して防弾性能が大幅に向上した防弾チョッキ2型の調達が開始されており、戦闘防弾チョッキの更新が進んでいる。

## 概要

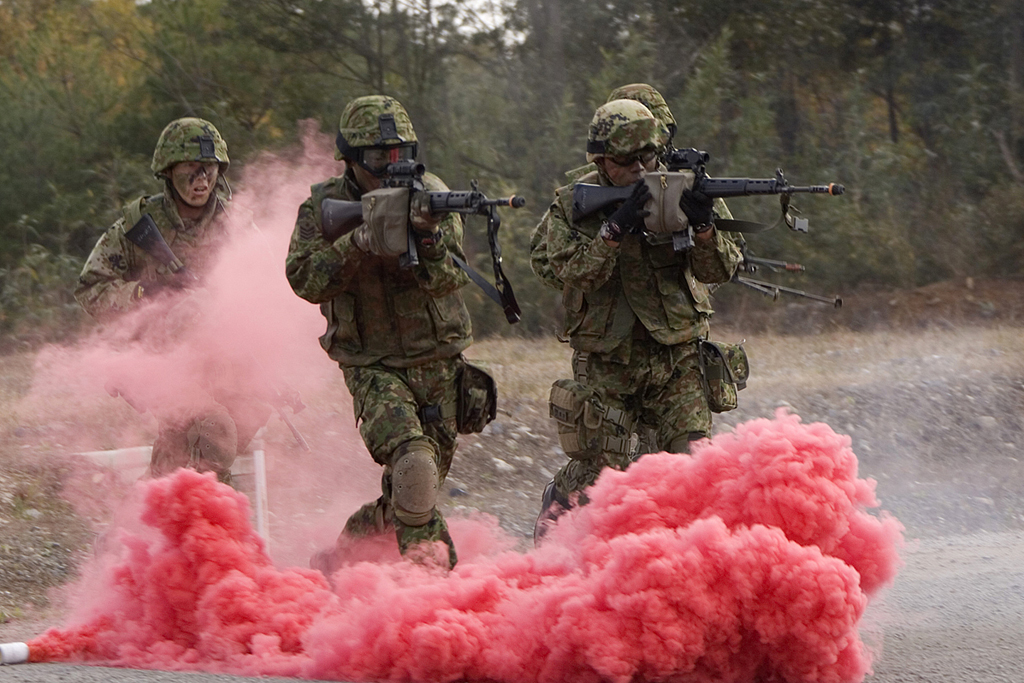
戦闘防弾チョッキを着用した陸上自衛隊員

生地に迷彩2型を採用しており、正面には89式5.56mm小銃の30発弾倉用のポケットが4つ（2本用と1本用が2つずつ）直接縫い付けられている。さらに、肩や首周りのアーマーが大型化され、背中上部に擬装用、下部に装具取り付け用のループが付くなど、自衛隊独自の改良が施されている。弾帯に装着する装備はすべて取り付けられるように工夫された設計だが、部隊では防弾チョッキの下や上からサスペンダーと弾帯をつけることが多く、防弾チョッキの弾倉収納ポケットやループはあまり使用されていない。
小銃を構えた際、肩付け部に干渉しないように、右肩のパットだけ胸部まで大きくなっている。
陸上自衛隊だけでなく、航空自衛隊も高射隊や基地警備隊用に採用している。また、派生型としてセラミックプレートを追加したタイプも存在し、第1空挺団で一時期使用していたほか、航空自衛隊のイラク派遣部隊も使用していた。
価格は一着10万円前後といわれている。
襟筋付近には専用のカバーが存在し、汚れた際に脱着し洗濯が可能。また、本体も基本的に水洗いは推奨されていないが、検閲や訓練などで泥汚れが付着した場合は水洗いしたうえで洗濯機による脱水を行う場合もある。

## 防弾性能

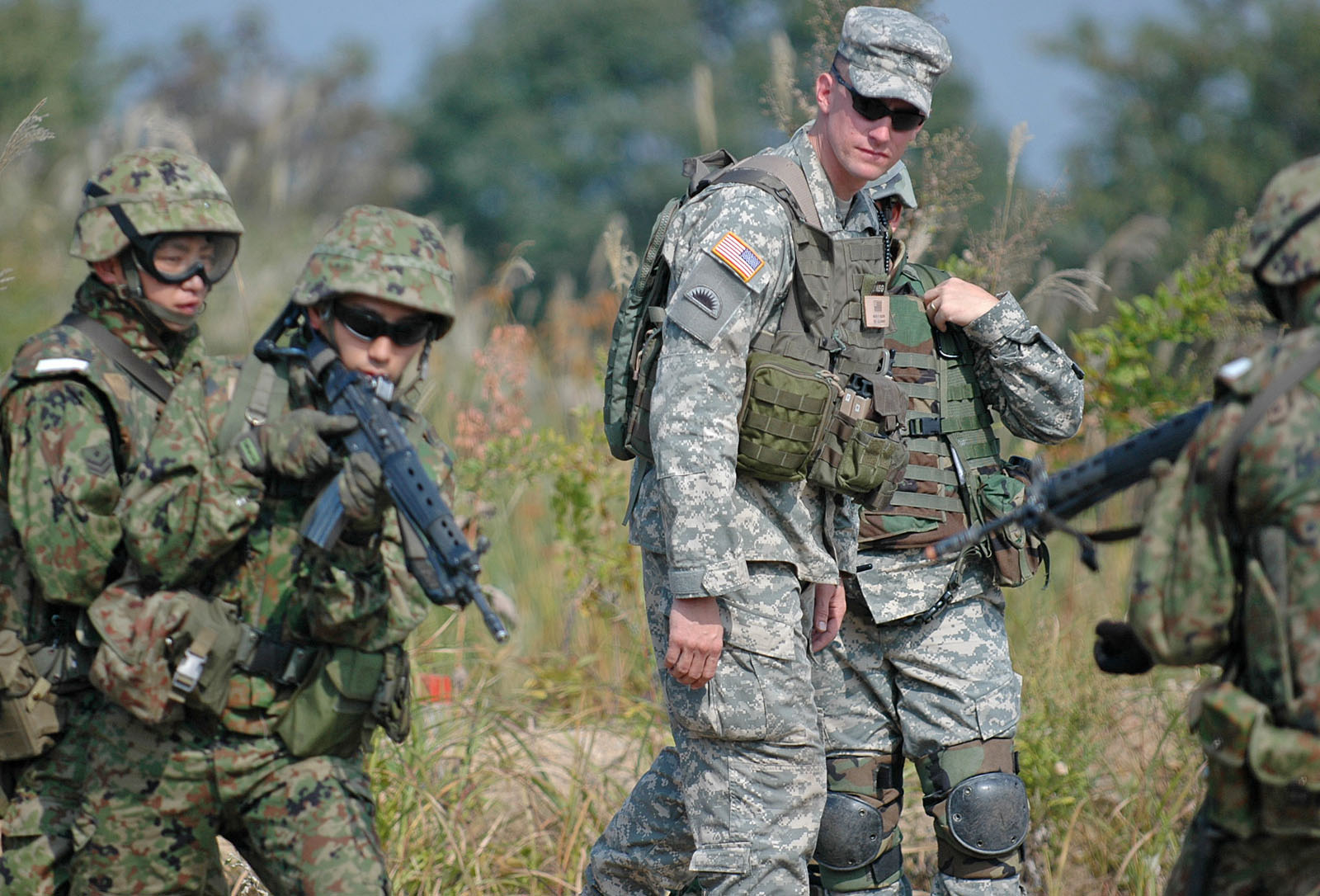
アメリカ軍と戦闘訓練を行う陸上自衛隊員（迷彩服2型を着用）
戦闘防弾チョッキを着用し、その上から弾帯とサスペンダーを付けている

詳細は一切公表されていないが、同時期に採用されていた他国の軍用ボディアーマーと同じくNIJ規格の「レベルIIIA」（9x19mmパラベラム弾や.44マグナム弾といった拳銃弾を阻止可能）程度であると推測されている。そのため、砲弾の破片や拳銃弾を防ぐ程度で、耐小銃弾性能は無い。これは、兵士が死傷する原因は砲弾の破片が小銃弾よりはるかに多く、防御力を上げ重量が増大すると長時間の活動が困難になるためである。
しかし、近年諸外国ではセラミックプレートの使用で小銃弾の防御を可能とした軍用ボディアーマーが一般的になってきており、陸上自衛隊でもイラク派遣と前後して防弾チョッキ2型が戦闘防弾チョッキの後継として採用された。